# Klarälvsbanan

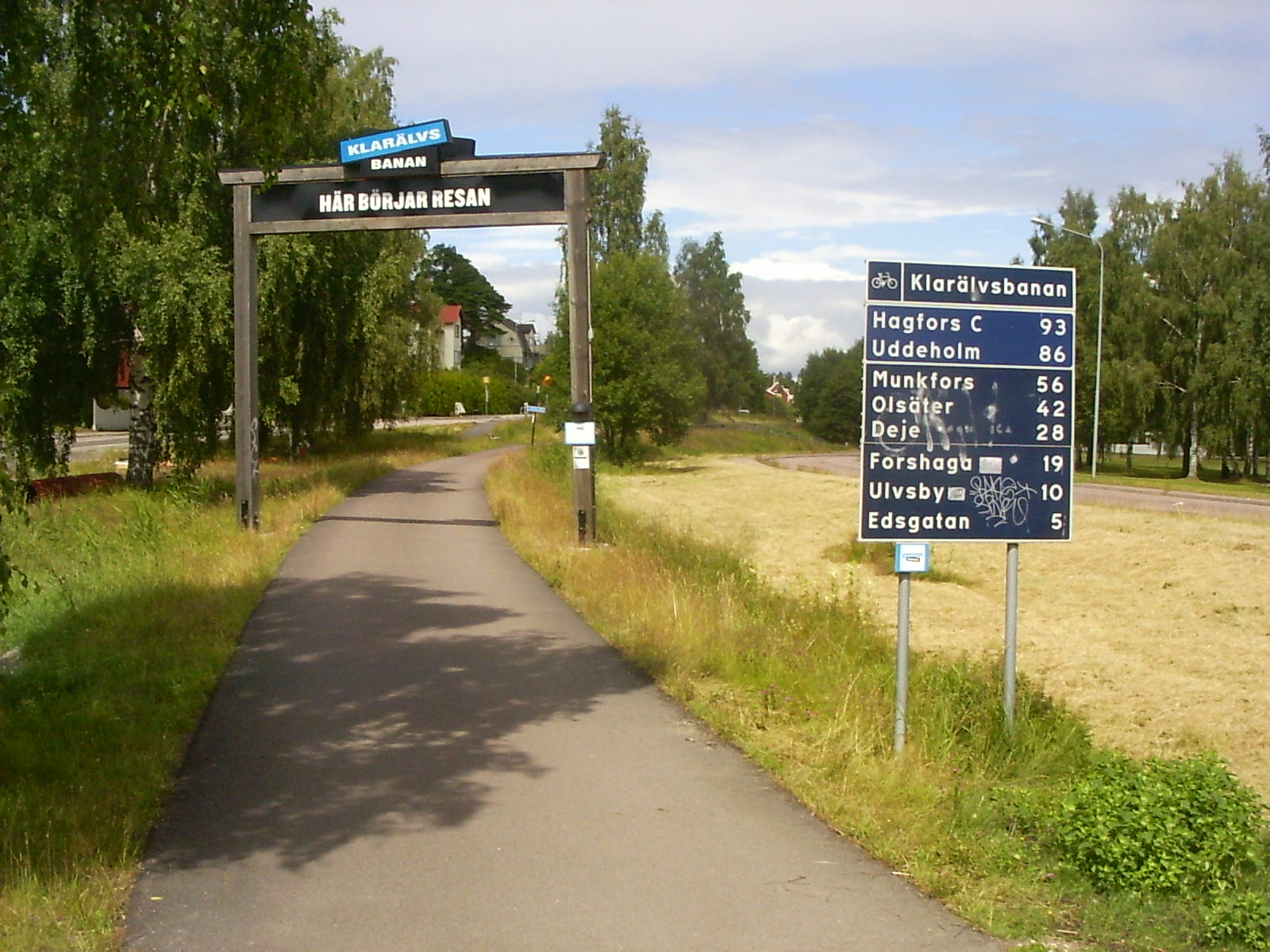
Banans start i Karlstad

Klarälvsbanan är en 90 kilometer lång bilfri och asfalterad cykelled mellan Karlstad och Uddeholm. Leden har byggts på Nordmark-Klarälvens Järnvägars banvall.

## Historik
Klarälvsbanan, eller Nordmark-Klarälvens Järnvägar (NKIJ), var en järnvägslinje som byggdes i slutet av 1800-talet och gick från Skoghall till Filipstad via Karlstad, Munkfors och Hagfors. Den användes huvudsakligen för transport till och från industrierna längs banan.